# Хороманский, Станислав Костка
Стани́слав Ко́стка Хорома́нский (пол. Stanisław Kostka Choromański; 20 ноября 1796 года, с. Радгощ, (ныне гмины Трошин, Остроленкского повята Мазовецкое воеводство Польша) — 21 февраля 1838 года, Варшава, Царство Польское, Российская империя) — польский римско-католический священнослужитель, вспомогательный епископ августовской епархии (1829—1836), Архиепископ-митрополит Варшавский (1837—1838).

## Биография
Обучался в Кракове. Иерейское рукоположение принял в 1792 году.
Служил настоятелем в селе около Остроленки, позже — в Замбруве.
Архидиакон — с 1822 года, с 1829 — декан Сейненского капитула.
15 декабря 1828 папа Лев XII назначил Хороманского вспомогательным епископом Сейненской епархии и титулярным епископом. Приступил к исполнению пастырских обязанностей в феврале 1829 года.
Во время польского восстания 1830 года занимал лояльную позицию по отношению к российским властям. В 1832 году после отмены конституции Царства Польского и утверждения нового статуса Царства Польского в составе Российской империи возглавил польскую депутацию к императору Николаю I в Петербург. Был одним из ближайших помощников и советчиков наместника Царства Польского, светлейшего князя Варшавского, фельдмаршала И. Паскевича, называвшего его
«почтенным старцем». Способствовал русификации польских земель, так 30 июля 1837 года принял участие в освящении первого Православного собора в Варшаве, чем вызвал широкое возмущение среди католиков. Был пожалован орденом Св. Анны 1-й степени.
Высочайшим указом императора от 16 августа 1836 года был возведен в сан варшавского архиепископа-митрополита. 21 ноября 1836 года Римский папа Григорий XVI назначил Хороманского Архиепископом Варшавским. К исполнению обязанностей приступил 15.01.1837 года.
Первым из архиепископов Варшавы перестал использовать титул примаса Царства Польского.